# Rhyacophila manuleata
Rhyacophila manuleata là một loài Trichoptera trong họ Rhyacophilidae. Chúng phân bố ở miền Cổ bắc.